# Малые Васильки
Малые Васильки — посёлок в составе Головчинского сельсовета Белыничского района Могилёвской области Белоруссии.

## Географическое положение
Ближайшие населённые пункты: Васильки, Старое Село, Головчин, Сурды, Север.